# Boldmen CR4
Boldmen CR4 – samochód sportowy klasy kompaktowej produkowany pod niemiecką marką Boldmen od 2021 roku.

## Historia i opis modelu

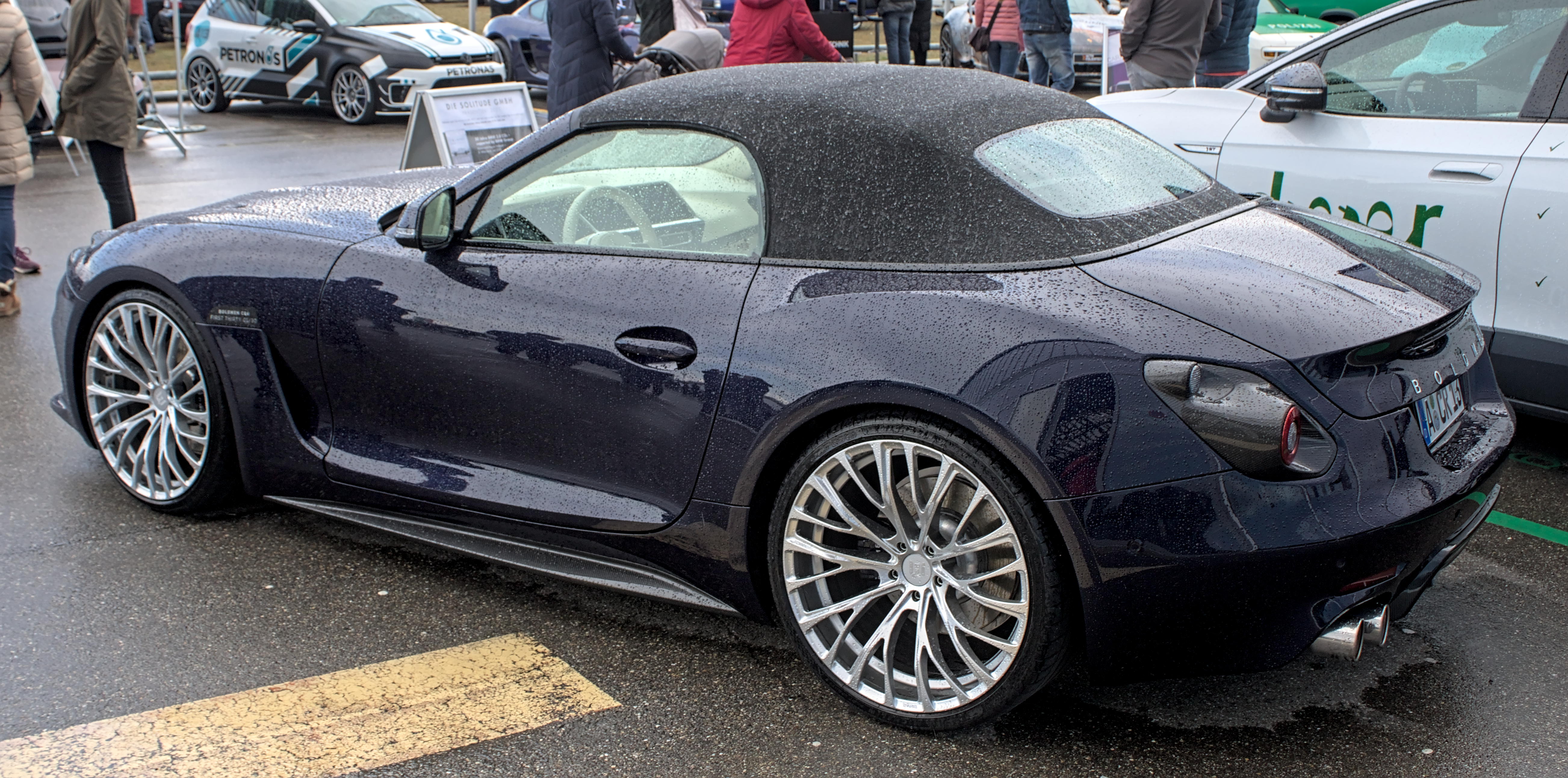
Boldmen CR4 - tył

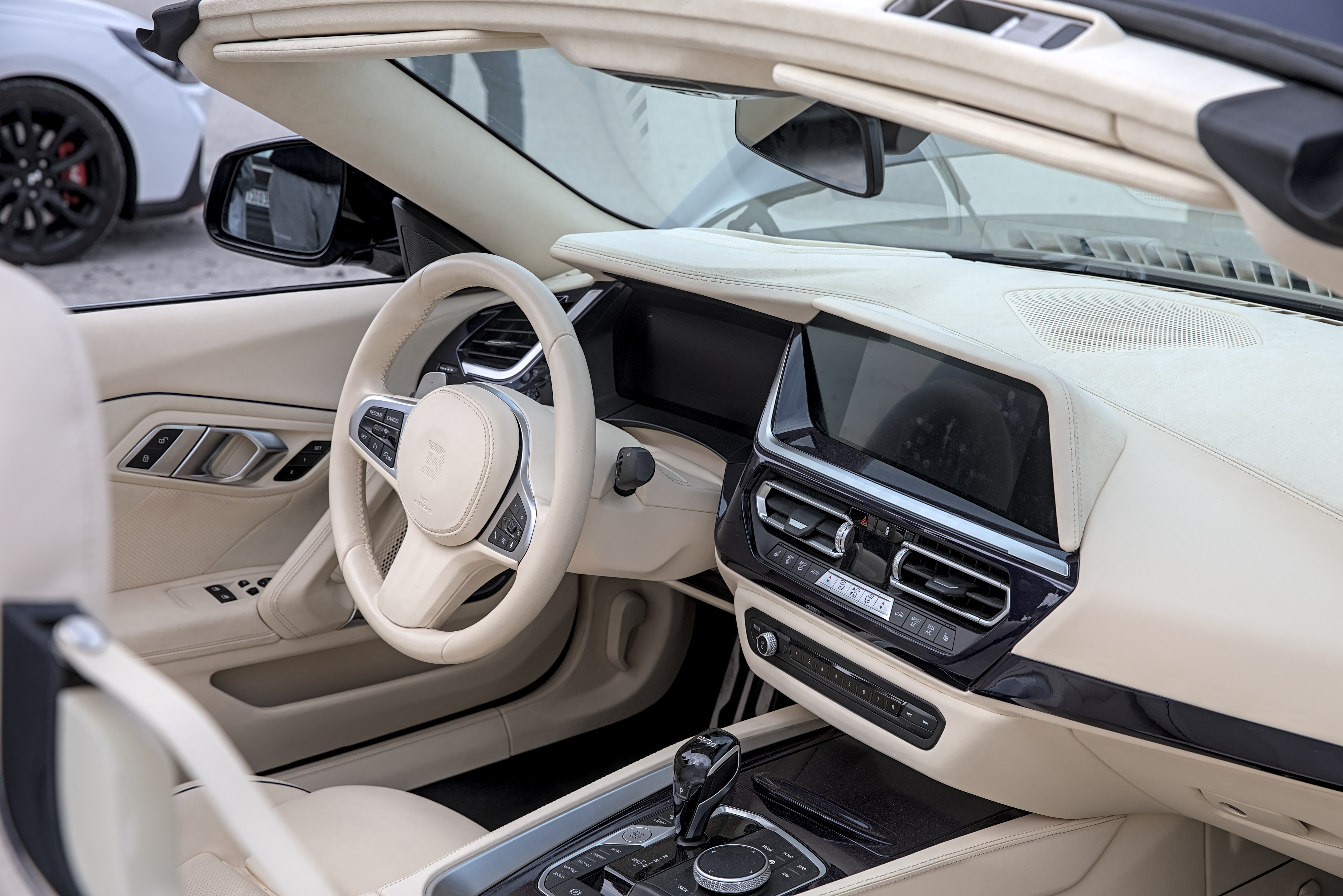
Boldmen CR4 - wnętrze

W lipcu 2021 roku utworzone rok wcześniej niewielkie niemieckie przedsiębiorstwo Boldmen przedstawiło swój pierwszy samochód w postaci 2-drzwiowego, 2-miejscowego roadstera CR4. Do opracowania pojazdu jako bazę wykorzystano trzecią generację BMW Z4, głęboko modyfikując go wizualnie, wdrażając także autorskie zmiany pod kątem technicznym.
Boldmen opracował własny wygląd nadwozia, z szeroko rozstawionymi reflektorami, a także charakterystycznym centralnie umieszczonym wlotem powietrza o sześciokątnym kształcie. Zmiany przeszła także tylna część nadwozia, z szeroko rozstawionym napisem Boldmen, a także wzorem przedniej części nadwozia - kloszami lamp z obudowanymi soczewkami.
Pozyskana od BMW 3-litrowa, sześciocylindrowa rzędowa jednostka napędowa, wyjściowo napędzająca Z4 w odmianie M40i, przeszła obszerne zmiany. W efekcie pojazd rozwija moc maksymalną 414 KM oraz 610 Nm maksymalnego momentu obrotowego, rozwijając maksymalnie 250 km/h i 100 km/h w 3,9 sekundy. Przeprojektowano układ wydechowy, bez zmian zachowując jedynie 8-biegową przekładnię automatyczną.

### Sprzedaż
Produkcja Boldmena CR4 odbywać się będzie w wyznaczonych na konkretny rok docelowych pulach do spełnienia. W 2021 roku do klientów zaplanowano dostarczenie 20 egzemplarzy, a na 2022 rok - znacznie więcej, 120. Roczna produkcja Boldmenów CR4 ma wynosić średnio 120 sztuk, z kolei dystrybucja odbywać się ma za pomocą wyselekcjonowanej sieci dealerów.

### Silnik
- R6 3.0l 408 KM